# Зауэр (приток Альтенау)
Зауэр (нем. Sauer) — река в Германии, протекает по земле Северный Рейн-Вестфалия. Впадает в Альтенау с правой стороны на высоте приблизительно 189 метров над уровнем моря. Площадь бассейна реки составляет 109,627 км², а её общая длина — 29,91 км.
Берёт начало на юге массива Эггегебирге на территории природного парка Тевтобургер-Вальд/Эггегебирге, на высоте около 357 метров над уровнем моря. Делает поворот с запада на север, а перед Грундштайнхаймом — с севера на юго-запад. Именованными притоками Зауэра являются впадающий слева выше Лихтенау Бах-фон-Кляйненберг (нем. Bach von Kleinenberg; 5,652 км), а также впадающие справа Оденхаймер-Бах (нем. Odenheimer Bach; 6,292 км) и Шмиттвассер (нем. Schmittwasser, в нижнем течении также Глазевассер, Glasewasser; 8,791 км).